# Курганы (Калининградская область)
Курганы — посёлок в Калининградской области России. Входил в состав Добринского сельского поселения в Гурьевском районе.

## История
В 1950 году Ваксниккен был переименован в поселок Курганы.

## Население
| 2002 | 2010 |
| ---- | ---- |
| 3    | ↗4   |

В 1910 году численность составляла 153 человека, в 1933 году — 134 человека, в 1939 году — 151 человек.